# Emerald Fantasy Tracks
Emerald Fantasy Tracks – piąty album studyjny brytyjskiego muzyka elektronicznego Lone’a, wydany 29 listopada 2010 roku przez Magic Wire Records. Na tej płycie wykonawca zaczął eksperymenty z housem z lat 90. i rave, odchodząc od wcześniejszych hip hopowych beatów. Album otrzymał pozytywne recenzje i znalazł się na 10. miejscu listy najlepszych albumów 2010 roku według Porcysa.

## Lista utworów
1. Cloud 909 - 5:31
2. Aquamarine - 5:12
3. Moon Beam Harp – 4:13
4. Ultramarine – 6:14
5. Re-Schooling – 3:33
6. Rissotowe_4 – 5:22
7. Petrcane Beach Track – 5:22
8. The Birds Don't Fly This High – 5:04

## Personel
- Lone – wszystkie instrumenty